# Френсіс Браун
Френсіс Браун (16 січня 1816 – 21 серпня 1879) була ірландською поетесою та прозаїком, найбільш відомою своєю збіркою дитячих оповідань «Чудове крісло бабусі».

## Раннє життя
Вона народилася в Странорларі, графство Донегал, Ірландія, і була сьомою з дванадцяти дітей у сім'ї. Її батько став першим начальником пошти у місті. У віці 18 місяців вона осліпла внаслідок віспи. У своїх творах вона описує, як вивчала уроки, які її брати й сестри вимовляли вголос щовечора, і як вона підкуповувала їх читати їй, виконуючи їхні домашні обов'язки. Вона старанно запам'ятовувала все, що чула.
Коли їй було сім років, вона написала свій перший вірш, який був варіацією на тему «Отче Наш».

## Перші публікації
У 1841 році перші вірші Френсіс були опубліковані в Irish Penny Journal. Серед них була лірика «Пісні нашої землі», яку можна знайти в антологіях ірландської патріотичної поезії. У наступні місяці вона продовжувала публікувати вірші в лондонському літературному журналі Athenaeum. Як зазначила Алексіс Ізлі, «майже всі вірші Френсіс Браун, опубліковані в “Атенеумі”, були негайно передруковані в періодичних виданнях і газетах», що дозволило її творчості стати доступною для ще ширшої аудиторії. 
У 1844 році Браун видала свій перший поетичний збірник під назвою «Зірка Аттегея», «Бачення Шварца» та інші вірші. Том отримав переважно позитивні відгуки. Проте, як зауважила Хізер Тіллі, ранні рецензії на творчість Френсіс часто виявляли захоплення тим, як людина без зорової пам'яті могла стати письменником, який здатний точно передавати візуальні концепції та образи.  Багато її віршів були передруковані в провінційних газетах, особливо у белфастському «Northern Whig», завдяки чому вона здобула широку відомість як «Сліпа поетеса Ольстера». У грудні 1844 року прем'єр-міністр Роберт Піл призначив їй щорічну пенсію в розмірі двадцяти фунтів. 
У березні 1845 року вона вперше опублікувала свій твір у популярному журналі Chambers's Edinburgh Journal. Це була новела під назвою «Втрачений новорічний подарунок», що розповідає про життя бідної кравчині в Лондоні. Протягом наступних 25 років вона продовжувала писати для Chambers.

## Еміграція до Единбурга та Лондона

Ілюстрація Дори Кертіс із видання «Чудового крісла бабусі» 1913 року

У 1847 році Браун разом зі своєю сестрою та подругою Ребеккою виїхала з Донегалу до Единбурга. Вона швидко здобула визнання в літературних колах і, незважаючи на проблеми зі здоров’ям, продовжувала писати нариси, рецензії, оповідання та вірші. Під час перебування в Единбурзі вона опублікувала свою другу поетичну збірку «Лірика та різні вірші» (1848), присвячену Роберту Пілу. Вона також видала серію з дванадцяти «Легенд Ольстера», які були опубліковані в Единбурзькому журналі Тейта з 1849 по 1851 рік. Реймонд Блер стверджував, що, хоча більшість легенд «зосереджуються на втручанні темних надприродних сил, » вони також виявляють «співчуття до пригноблених» і особливо до «знедолених молодих жінок». 
Френсіс часто писала короткі оповідання для журналів з переважно жіночою аудиторією, таких як Ladies' Companion, який користувався популярністю серед заможних жінок вікторіанської епохи. Її перший внесок, зроблений під редакцією Джейн Лоудон, називався «Barbara's Satin: A Tale of the Cumberland Peasantry» і був опублікований 13 квітня 1850 року. Пізніші її твори включали кумедне оповідання «Лебідь місіс Слопер» (жовтень 1853 року) та моторошну казку «Неприємності Баллімора», дія якої відбувається в графстві Фермана (квітень 1855 року).
У 1852 році вона переїхала до Лондона. Приблизно в цей час її сестра Ребекка вийшла заміж, і Браун встановила партнерські стосунки з Еммою Елізою Хікман, яка була її компаньйонкою і секретаркою до кінця її життя.  У 1856 році вона видала свою третю поетичну збірку під назвою «Картинки та пісні дому», орієнтовану на маленьких дітей і прикрашену чудовими ілюстраціями. Вірші цієї збірки зосереджені на її дитинстві в графстві Донегал і містять спогади про сільське життя. Наступного року вийшла її найвідоміша робота «Чудове крісло бабусі» — збірка казок, багата на уяву та ілюстрована Кенні Медоузом.  була перекладена кількома мовами.  За словами Гемфрі Карпентера та Марі Прічард, вона «містить одні з найкращих оригінальних коротких казок того часу». 
Френсіс видала свій перший роман «Моя частка світу» у 1861 році, а вже у 1862 році вийшов її другий тритомний роман «Справа Каслфорда». Попри вражаючу продуктивність, Браун зіштовхнулася з фінансовими труднощами. Королівський літературний фонд надав їй допомогу, призначивши п'ятдесят фунтів у листопаді 1860 року, сорок фунтів у квітні 1863 року та тридцять фунтів у листопаді 1866 року. Незважаючи на цю підтримку, у квітні 1867 року Френсіс Браун була змушена оголосити про банкрутство. 

## Пізніше життя та посмертні суперечки
У Лондоні Браун часто писала для періодичних видань «The Leisure Hour» та «The Sunday at Home» Товариства релігійних трактатів. Однією з її робіт у «The Leisure Hour» була «1776: розповідь про американську війну за незалежність», опублікована у 1876 році до сторіччя цієї події. Окрім опису деяких революційних подій, це також історія кохання, прекрасно проілюстрована. Останнім її твором був вірш під назвою «День захисту дітей», який опублікувався в «The Sunday at Home» в 1879 році.
Френсіс Браун померла 21 серпня 1879 року в Сент-Джонс-Гроув, 19, Річмонд-на-Темзі. Всі свої активи, що становили менше 100 фунтів стерлінгів, вона залишила своїй супутниці Еммі Елізі Хікман.  Її поховали на старому могильнику Річмонда 25 серпня 1879 року. 
У 1886-87 роках британсько-американська письменниця Френсіс Годжсон Бернет опублікувала казку під назвою «Історія принца Фейріфута». Вона з'явилася у трьох випусках американського дитячого журналу St. Nicholas. Один з читачів виявив, що ця історія була плагіатом твору Френсіс Браун «Історія Фейріфут» з книги «Чудове крісло бабусі». Бернетт вибачилася, зазначивши, що пам’ятала цю історію зі свого дитинства, але не змогла знайти копію оригінальної книги. Вона мала намір, щоб історія з’явилася з підзаголовком «Історії із загубленої казкової книги». Через сімнадцять років, у 1904 році, після завершення авторського права на твір, Бернетт написала вступ до нового видання «Чудового крісла бабусі». У наступні десятиліття було опубліковано ще багато видань цієї книги. 

## Спадщина

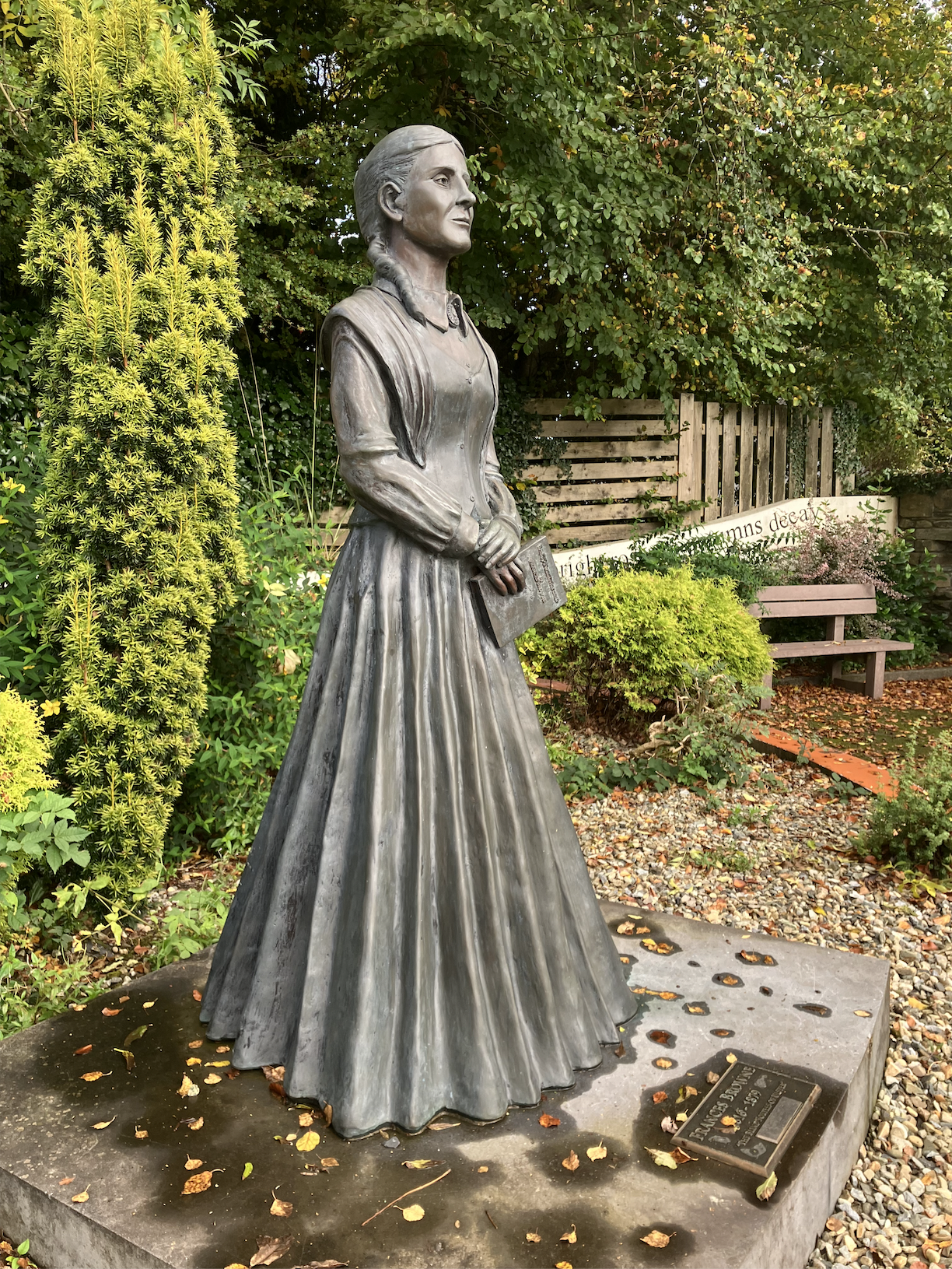
Статуя Френсіс Браун у Странорларі, графство Донегал, Ірландія

З 2021 року щорічно в містах-побратимах Странорлар і Баллібофей проводиться Літературний фестиваль Френсіс Браун. Він проходить у жовтні та відзначає багату культурну та літературну спадщину Східного Донегалу. Фестиваль включає лекції, музичні виступи та багатомовний поетичний конкурс з нагородами за вірші англійською, ірландською та ольстерською шотландською мовами. Серед останніх гостей були Аннемарі Ні Чуррейн та Несса О'Махоні. 

## Подальше читання
Найдетальніша біографія Френсіс Браун, «Життя та творчість Френсіс Браун» Патріка Бонара, була самвидавом опублікована приблизно у 2008 році.  Реймонд Блер відредагував антологію віршів, оповідань і есе Френсіс: The Best of Frances Browne (Limavady: Rathmore Books, c. 2012).
У монографії «Інший Схід і британська література дев'ятнадцятого століття» (2012) Томас Маклін аналізує найдовшу поему Френсіс Браун «Зірка Аттегея» та її зв'язок із війною в Черкесії. Реймонд Блер підсумовує та аналізує п’ять «Легенд Ольстера» Брауна у своїй статті «Френсіс Браун і легенди Ольстера», опублікованій у 2008 році в Донегалі.
Кар'єру Френсіс Браун описує Пол Марчбенкс у своїй книзі «Ірландські письменниці: Посібник від А до Я».  та Лінде Ланні в «Словнику ірландської біографії», виданому під егідою Королівської ірландської академії . 

## Роботи
- Зірка Аттегея, Бачення Шварца та інші вірші . Лондон: Едвард Моксон, 1844.
- Лірика та різні вірші . Единбург: Сазерленд і Нокс, 1848.
- Еріксони. Розумний хлопчик; Або розглянемо інше . Единбург: Патон і Річі, 1852.
- Картинки та пісні дому . Лондон: Томас Нельсон і сини, [nd, 1856].
- Чудове бабусине крісло та казки казкових часів . Лондон: Гріффіт і Фарран, 1857.
- Оповідання нашого дядька мандрівника . Лондон: W. Kent & Co., 1859.
- Моя частка світу . 3 томи Лондон: Hurst and Blackett, 1861.
- Справа Каслфорда . 3 томи Лондон: Hurst and Blackett, 1862.
- Сироти Ельфгольма та інші оповідання . Лондон: Groombridge and Sons, [nd, 1862].
- Прихований гріх . 3 томи Лондон: Річард Бентлі, 1866.
- Довіра вигнанця, Повість про Французьку революцію та інші оповідання . Лондон: Година дозвілля, 1869.
- Найближчий сусід та інші історії . Лондон: The Religious Tract Society, [nd, 1875].

1. 1 2  Броун // Малый энциклопедический словарь — 2 — СПб: 1907. — Т. 1.
2. 1 2  Броун, Фрэнсис // Энциклопедический словарь / под ред. И. Е. Андреевский — СПб: Брокгауз — Ефрон, 1891. — Т. IVа. — С. 739.
3. 1 2 3  Easley, Alexis (2021). New Media and the Rise of the Popular Woman Writer, 1832-1860. Edinburgh: Edinburgh University Press. ISBN 978-1-4744-7592-1.
4. ↑  Tilley, Heather (2009). Frances Browne, the 'Blind Poetess': Toward a Poetics of Blind Writing. Journal of Literary & Cultural Disability Studies. 3 (2): 147—61. doi:10.1353/jlc.0.0017.
5. 1 2 3  McLean, Thomas (2003). Arms and the Circassian Woman: Frances Browne's 'The Star of Attéghéi'. Victorian Poetry. 41 (3): 295—318. doi:10.1353/vp.2003.0038.
6. 1 2  Blair, Raymond (2008). Frances Browne and the Legends of Ulster. Donegal Annual. 60: 134—143. ISSN 0416-2773.
7. ↑  Literature. Morning Post. 9 грудня 1856. с. 3 — через British Library Newspapers.
8. ↑  Biography of Frances Brown, from the Preface to Granny's Wonderful Chair
9. ↑  Carpenter, Humphrey; Prichard, Mari (1995). The Oxford Companion to Children's Literature. Oxford: Oxford University Press. ISBN 0-19-211582-0.
10. ↑  Easley, Alexis (2019). The Nineteenth Century: Intellectual Property Rights and "Literary Larceny". The Cambridge Handbook of Literary Authorship. Cambridge: Cambridge University Press. doi:10.1017/9781316717516.010.
11. ↑  Writer, Staff (7 вересня 2024). 2024 Frances Browne Literary Festival attracts stellar lineup. Donegal Daily. Процитовано 13 жовтня 2024.
12. ↑  Some bibliography in the section from British Library catalogue: Retrieved 1 April 2019. [Архівовано 7 квітня 2023 у Wayback Machine.]
13. ↑  McLean, Thomas (2012). The Other East and Nineteenth-Century British Literature: Imagining Poland and the Russian Empire. Basingstoke: Palgrave Macmillan. ISBN 978-0-230-29400-4.
14. ↑  Gonzalez, Alexander G., ред. (2005). Irish Women Writers: An A-to-Z Guide. Westport, Conn: Greenwood. ISBN 978-0274973200.
15. ↑  McGuire, James, ред. (2009). Dictionary of Irish Biography. Т. I. Dublin: Royal Irish Academy-Cambridge University Press. ISBN 978-0-521-63331-4.

## Зовнішні посилання
- Works by Frances Browne at Project Gutenberg
- Works by or about Frances Browne at the Internet Archive
- Works by Frances Browne at LibriVox (public domain audiobooks)
- Granny's Wonderful Chair and Its Tales of Fairy Times, by Frances Browne, introduced and illustrated by Katharine Pyle. New York: E. P. Dutton & Co., 1916.
- Granny's Wonderful Chair, by Frances Browne, illustrated by Florence White Williams. New York: The Saalfield Publishing Company, 1928; Illustration copyright not renewed.
- Bibliography of Frances Browne's works
- Frances Browne на сайті Бібліотеки Конгресу (записів у каталозі:  13)
- Frances Browne At All Poetry
- Frances Browne at Poem Hunter